# YIT
YIT é uma empresa finlandesa de prestação de serviços, foi fundada em 1912 e a sua sede fica na cidade de Helsinki na Finlândia.
A origem da empresa foi em 1912 quando a companhia geral de engenharia da Suécia abriu uma filial na Finlândia para na época operar o setor de abastecimento de água, a YIT só foi ganhar a forma como é hoje em 1 de setembro de 1987 quando se fundiu com a sua maior rival a  Perusyhtymä Oy para criar a  YIT-Yhtymä e que a partir dai passou a diversificar cada vez mais a sua atuação.
A empresa utilizou o nome  YIT-Yhtymä até 13 de março de 2006 quando a marca e a razão social da empresa passaram a ser apenas YIT Oyj e que se mantém até hoje.
A YIT tem operações na Alemanha, Áustria, Dinamarca, Estônia, Finlândia, Hungria, Letônia, Lituânia, Noruega, Polónia, República Checa, Romênia. Rússia e Suécia.
Em 30 de setembro de 2014 a família Ehrnrooth através de sua holding Structor é a maior acionista da empresa com 10,02% das ações e em segundo lugar fica o fundo de pensão finlandês Varma Mutual Pension Insurance Company com 8,88% as ações.

## Divisões
A companhia atua em construção, serviços industriais e projetos de infraestrutura:
Construção: Constrói ou reforma casas, edifícios, e também atua no aluguel e venda de casas para férias em diversos pontos da Finlândia.
Serviços industriais: Essa divisão oferece soluções para construção ou reforma de escritórios, galpões industriais, automação de empresas,serviços de economia de energia para empresas e instituições sistema de controle e manutenção para prédios, escritórios, indústrias, automação predial entre outros.
Infraestrutura: Construí ou reforma pontes, Linhas de transferência de energia, estradas e ferrovias, construções de minas, escavação subterrânea, campos esportivos e etc.